# 己抄呼
己抄呼～Misako～（みさこ 1958年12月24日 - ）は、日本のスポーツインストラクター、健康運動指導士。

## 人物・経歴
1975年、夙川学院高等学校体育科に入学。水泳部に所属し、全国高校総合選手権大会（インターハイ）水泳自由形に3年連続出場。
1976年、株式会社ダイエーレジャーランド（中百舌鳥スイミングクラブ）に水泳コーチとして入社。
1995年、スイミングスクール、スポーツクラブの支配人を経て、株式会社キッズ・カンパニーを現・代表取締役の杉野裕一と共に設立。
株式会社キッズ・カンパニー設立後、スポーツエクササイズ・デザイナーとして活動。
1997年、アクアエクササイズ「ふみふみアクア」（登録商標）考案。
1998年甲状腺腫瘍のため甲状腺を摘出。以降腓骨、脛骨複雑骨折。その他甲状腺を無くした以降、同病気特有の不定愁訴症状改善のための新しい運動の開発を考える。2000年、「卓球EX！」2005年、「己抄呼～Misako～の笑う体操！」を考案し講演活動開始。
2008年に健康体操研究科として活動し、2009年、「KaQiLa～カキラ～メソッド」（登録商標）、の姿勢改善「姿育体操」「介護予防認知症予防かきら」「パワーストレングスCe-rr-lus」考案。
NHK『ぐるっと関西おひるまえ』で健康体操研究科としてレギュラー出演中。

## 著書・DVD
- 『1日1分でくびれスッキリ!ろっ骨エクササイズ』SBクリエイティブ
- 『10万人の体の痛みをついに治した！肋骨体操メソッド』SBクリエイティブ
- 『奇跡のろっ骨エクササイズKaQiLa（カキラ）肋骨体操メソッド』主婦と生活社
- 『もっと楽しく！ゆったり長く泳げるコツ50』山海堂